# خانه ژو
خانه ژو، همچنین به عنوان خانه چو هم شناخته می‌شود، خانواده امپراتوری سلسله مینگ چین بود. ژو نام خانوادگی امپراطوران سلسله مینگ بود. مجلس ژو از سال ۱۳۶۸ تا سقوط سلسله مینگ در سال ۱۶۴۴ بر چین حاکم بود، و به دنبال آن سلسله مینگ جنوبی تا سال ۱۶۶۲ بر چین حاکم بود. آخرین شاهزاده‌های مینگ، شاهزاده نینگجینگ ژو شوگی و شاهزاده ژو هونگوان (朱弘桓) بودند. پادشاهی تونگینگ در سال ۱۶۸۳ بر چین حاکم شد.

## سابقه خانوادگی

### مؤسس

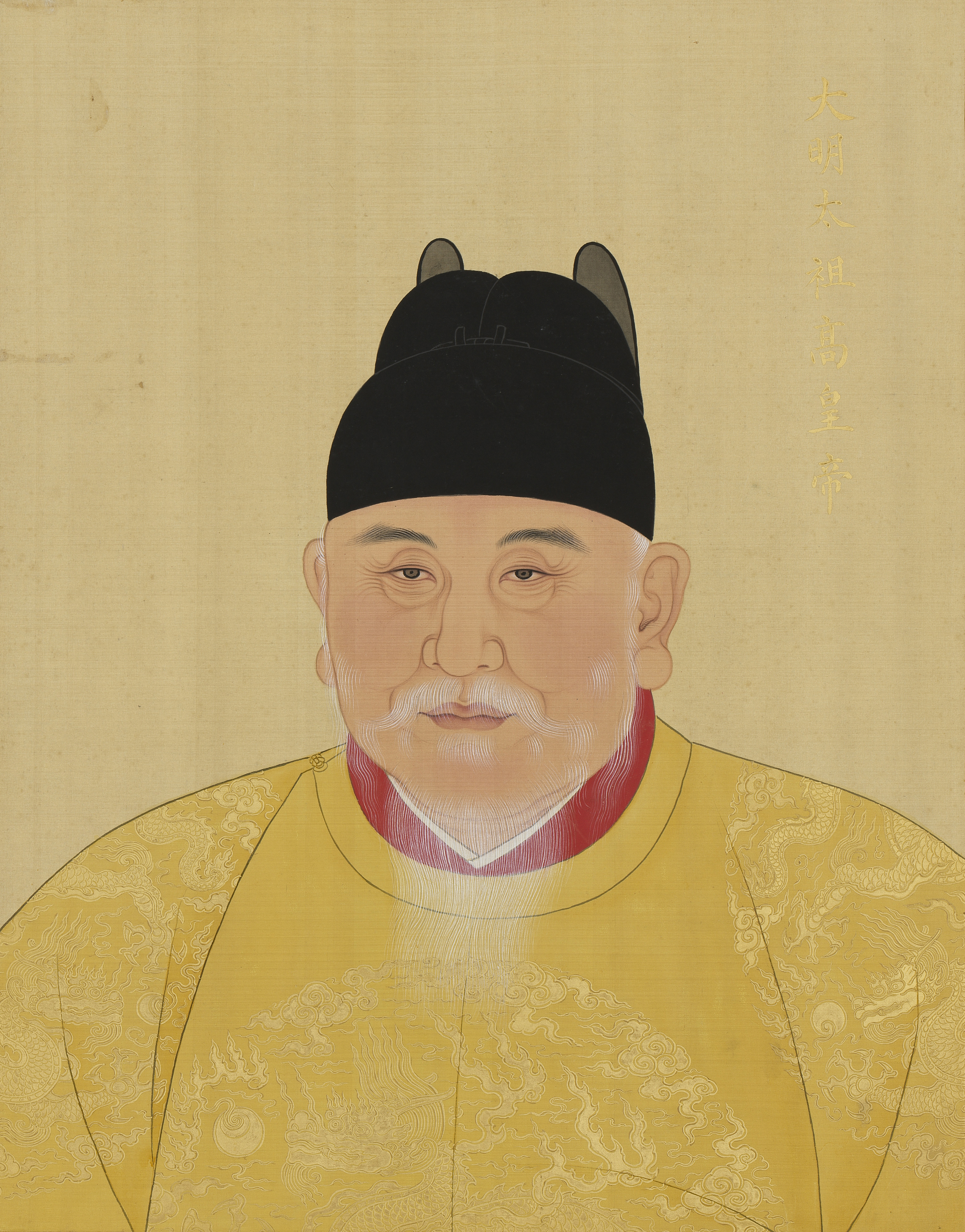
پرتره امپراتور هونگ وو (وفات ۱۳۶۸–۹۸)

بنیانگذار سلسله مینگ امپراتور هنگ‌وو بود (۲۱ اکتبر ۱۳۲۸–۲۴ ژوئن ۱۳۹۸)، که همچنین با نام شخصی ژو یوانژانگ و نام معبد تیزوی مینگ (به معنای اجداد بزرگ مینگ) شناخته می‌شود. او اولین امپراتور سلسله مینگ بود. نام خانوادگی وی، هنگ‌وو (به معنی بسیار رزمی) است.
تحت حکومت امپراتور هونگ‌وو، بوروکرات‌های مغول که در سلسله یوان بر دولت حاکم بودند، توسط مقامات چینی هان جایگزین شدند. امپراتور هونگ‌وو سیستم معاینه سنتی کنفوسیوس را اصلاح کرد. همچنین کاخ‌ها و ساختمان‌های اداری که قبلاً توسط حاکمان مغول مورد استفاده قرار گرفته بودند را تصاحب کرد.

### ظهور سلسله مینگ

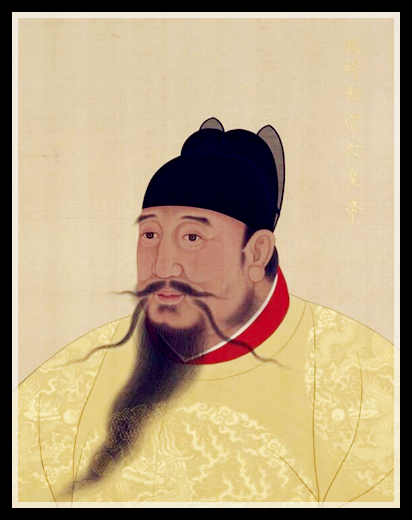
پرتره امپراتور یونگل (متوفی ۱۴۰۲–۲۴)

نوه امپراتور هنگ‌وو، ژو یونون، پس از مرگ امپراتور هونگو در سال ۱۳۹۸، تاج و تخت را به عنوان امپراتور جیان‌ون به عهده گرفت. در مقدمه ای برای شروع یک جنگ داخلی سه ساله در سال ۱۳۹۹، امپراتور جیان‌ون با عموی خود زو دی، شاهزاده یان در یک نمایش سیاسی آغاز شد. امپراتور جیان‌ون از جاه طلبی‌های عموهای شاهزاده خود آگاه بود و تدابیری برای محدود کردن اختیارات آنها برقرار می‌کرد.. زو دی، با مسئولیت منطقه ای که شامل پکن برای تماشای مغول‌ها در مرزها بود، متهم شد. پس از آنکه امپراتور جیان‌ون بسیاری از نزدیکان زو دی را دستگیر کرد، وی طغیان کرد و تحت پوشش نجات امپراتور جوان جیان‌ون از مقامات فاسد، شخصاً نیروهای را در این شورش رهبری می‌کرد. کاخ امپراتوری در نانجینگ به زمین سوخته تبدیل شد. امپراتور جیان‌ون، همسر، مادر و درباریان ظاهراً کشته شدند. زو دی پس از براندازی برادرزاده خود، تاج و تخت را به دست گرفت و به امپراتور یونگل معروف شد (متوفی ۱۴۰۲–۱۴۲۴). سلطنت او توسط محققان به عنوان بنیان دوم سلسله مینگ مورد توجه قرار گرفته‌است زیرا وی بسیاری از سیاستهای پدر را معکوس کرد.

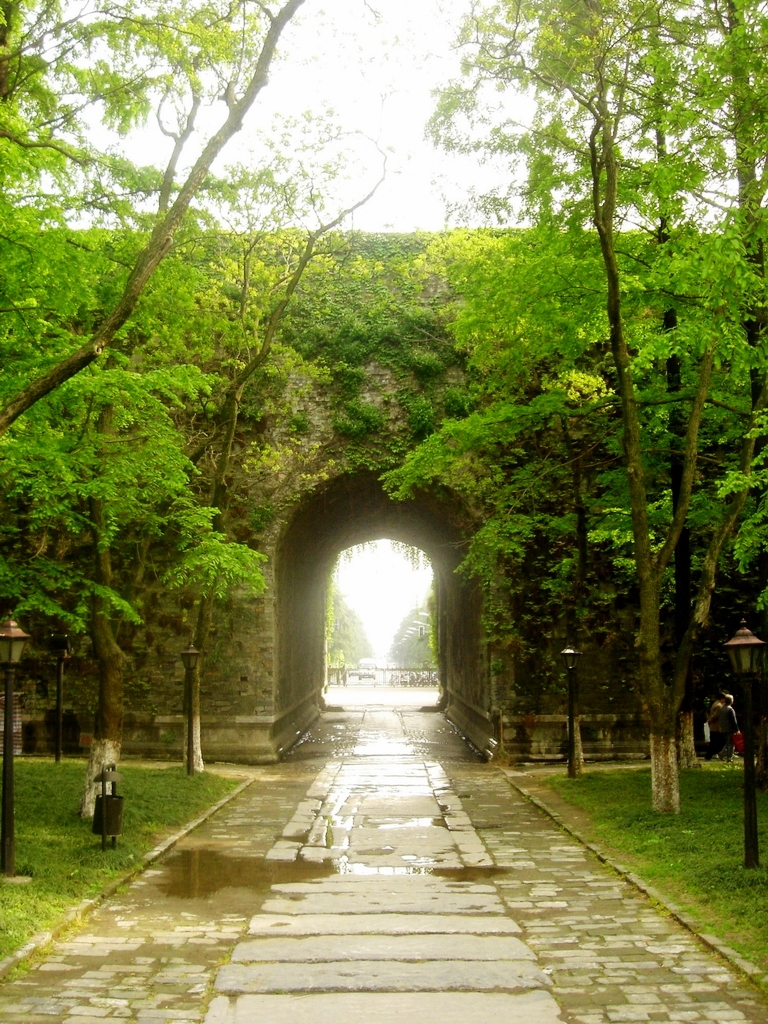
کاخ مینگ، خانواده رسمی امپراتوری سلسله مینگ از سال ۱۳۶۸ تا ۱۴۲۰ در نانجینگ.

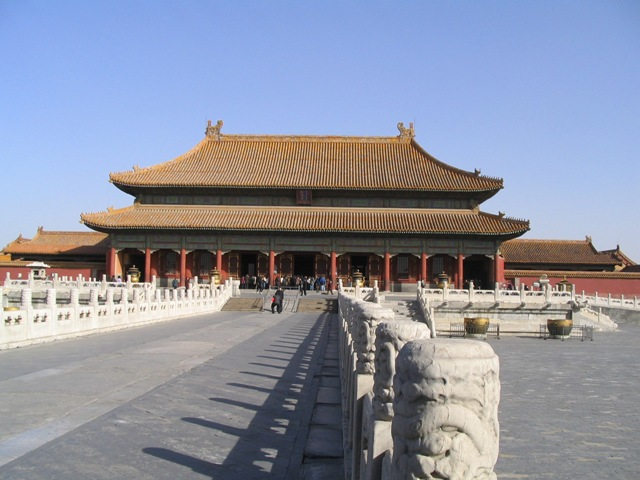
شهر ممنوعه، خانواده رسمی امپراتوری سلسله مینگ از سال ۱۴۲۰ تا ۱۶۴۴ در پکن.

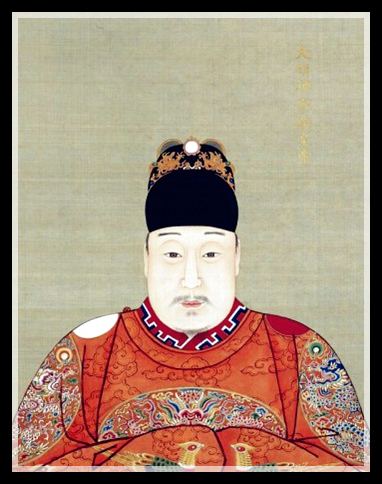
امپراتور وانلی (متوفی ۱۵۷۲–۱۶۲۰)

## سقوط سلسله مینگ

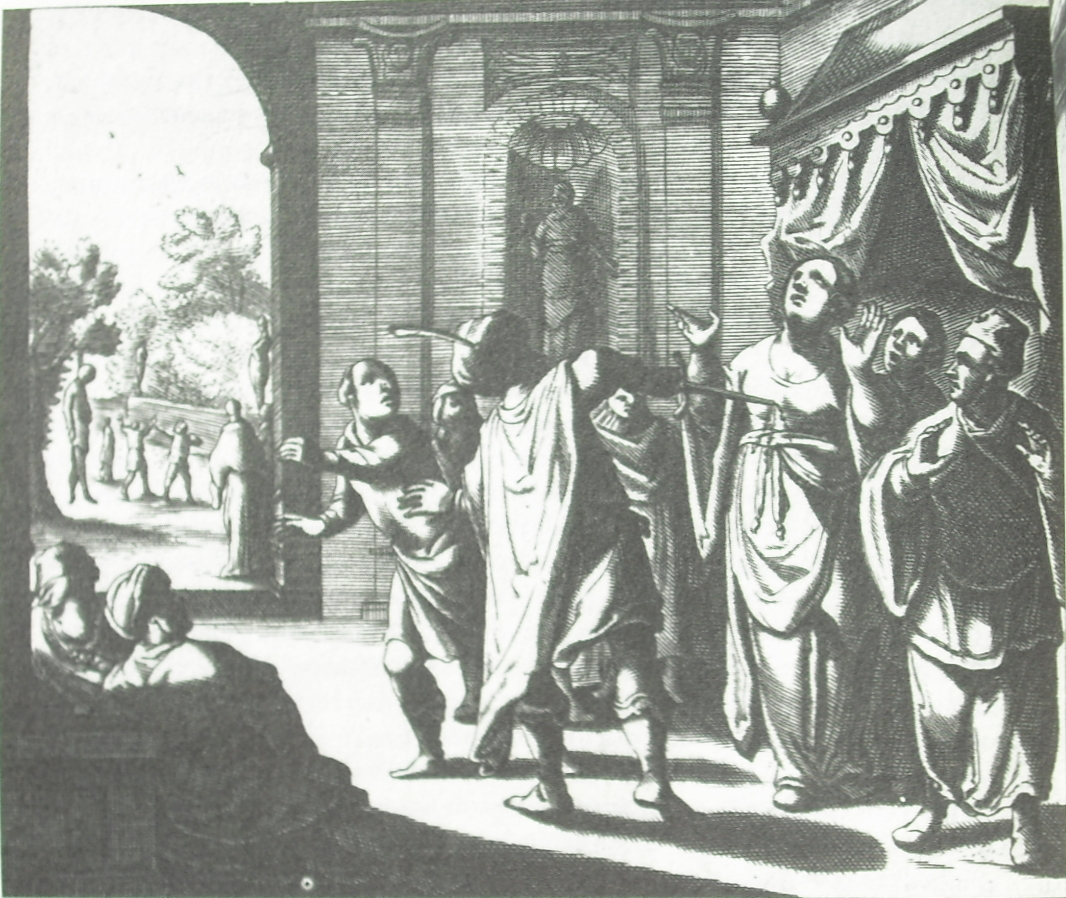
تصویری مستشرق از امپراتور چونگژن که دختر خود را قبل از اینکه خودش را آویزان کند، به قتل رساند. (طراحی یک هنرمند اروپایی برای مارتینو مارتینی ' De bello tartarico)

در اوایل دهه ۱۶۳۰، وزیری به نام لی زیچنگ (۱۶۰۶–۱۶۶۰) با سربازانش در غرب شانشی کنار رفت. نیروهای شورشی لی با قتل مسئولان دولت تلافی کردند و رهبری یک شورش مستقر در رونگ یانگ، استان مرکزی حنان را تا سال ۱۶۳۵ انجام دادند. در دهه ۱۶۴۰، یک سرباز سابق و رقیب لیو ژانگ شیانژونگ (۱۶۰۶–۴۷۷) یک پایگاه شورشی محکم در چنگدو، سیچوان، با نفوذ گسترده بر شانسی و هنان ایجاد کرد، در حالی که مرکز قدرت لی در هوبی بود.